# Пауерліфтинг

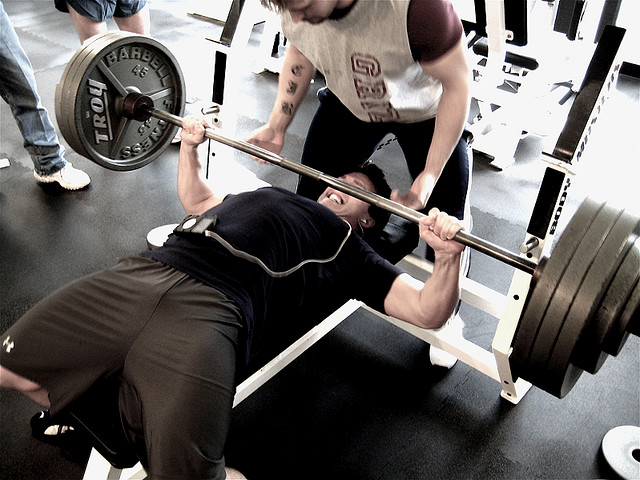
Тренування в жимі лежачи.

Пауерліфтинг, або паверліфтинг (англ. powerlifting: power — сила, і lift — підіймати), — силовий вид спорту, в якому спортсмен долає вагу.
Паверліфтинг також називають силовим триборством. Пов'язано це з тим, що як змагальні дисципліни в нього входять три вправи: присідання зі штангою на плечах, жим штанги лежачи на горизонтальній лаві і тяга штанги — які в сумі і визначають кваліфікацію спортсмена.
У паверліфтингу, на відміну від бодибілдингу, важливі силові показники, а не краса тіла.
При виступі порівнюють показники спортсменів в одній ваговій категорії. Оцінка йде за сумарною максимально взятою вагою у всіх трьох вправах. При однакових показниках перемогу присуджують спортсменові, що володіє меншою вагою. Порівнюючи спортсменів різних вагових категорій можуть використовувати формулу Вілкса або формулу Глоссбреннера (найчастіше використовує федерація WPC-WPO). Кількість міжнародних організацій паверліфтингу постійно зростає. Але, незважаючи на децентралізацію, яка властива світовому паверліфтингу, найвідомішою і напопулярнішою залишається Міжнародна федерація паверліфтингу (IPF). IPF — єдина міжнародна організація в паверліфтингу, що є членом Асоціації Всесвітніх Ігор і Генеральної Асамблеї Міжнародних спортивних Федерацій. У 2004 році після тривалого процесу IPF отримала визнання МОК і підписала кодекс WADA, з 1964 паверліфтинг включений у програму Паралімпійських Ігор як «важка атлетика», а з 1992 року як паверліфтинг. Кількість країн-учасниць — 115, у Паралімпійських Іграх 2000 року вперше брали участь і жінки.

## Історія
Пауерліфтинг виник з вправ, які важкоатлети використовували для збільшення результатів в основних рухах. Спочатку набір і порядок вправ відрізнялися від сучасних — крім звичних присідань, жиму лежачи, станової тяги, пауерліфтинг включав також згинання рук зі штангою стоячи (підйом на біцепс), сидячи, жим з-за голови та ін. Ці «дивні» з точки зору важкої атлетики, вправи, на межі 40-50-х рр. XX ст. здобули популярність на Заході, почали проводитися змагання. А в 50-60-х рр. почав формуватися пауерліфтинг в сучасному вигляді. До середини 60-х років були визначені правила змагань і стали регулярно проводитися чемпіонати національного рівня.
В листопаді 1972 р. була заснована Міжнародна Федерація Пауерліфтингу (IPF), а через рік, в листопаді 1973 р. пройшов перший чемпіонат світу. В 1980 році в Ловеллі, штат Массачусетс, США жінки вперше взяли участь в чемпіонаті світу, а в 1989 р. IPF об'єднала чоловічий та жіночий чемпіонати.
В 1986-му р. було засновано Всесвітній Конгрес Пауерліфтингу (WPC), згодом з'явилися й інші альтернативні міжнародні організації.

## Сучасний стан
Основною дисципліною в сучасному пауерліфтингу є триборство — присідання, жим і тяга. Регламент перейшов за спадщиною від важкої атлетики — в кожній вправі по три підходи, якщо у вправі вага не підкорилася жодного разу, спортсмен вибуває зі змагань, але судді можуть дозволити спортсмену продовжити боротьбу за малі медалі в окремих вправах, якщо той добросовісно виконував свої підходи.
Крім триборства, проводяться змагання по одній окремо взятій вправі — жиму штанги лежачи. Практично у всіх федераціях були розроблені додаткові нормативи для цього. Поряд зі звичайним жимом штанги максимальної ваги, дедалі більшу популярність здобуває багатоповторний — «народний» жим (жим штанги з масою самого атлета на рази) і «російський» жим (жим штанги фіксованої маси на рази). Фактично, для осіб з пошкодженнями опорно-рухового апарату, жим лежачи залишається єдиною доступною силовою вправою.

## Спорядження в пауерліфтингу
Тепер у паверліфтингу застосовують таке спорядження: пояс, бинти на коліна і на зап'ястя, майка для жиму лежачи, комбінезон для присідання, комбінезон для станової тяги і деякі інші. Спорядження в паверліфтингу з'явилося з метою захисту від травм, при цьому за рахунок жорсткості тканини дала надбавку в 5-15 кг у кожному русі. Однак, за останні роки, виробники спорядження для паверліфтингу так удосконалили свою продукцію, що середня надбавка у кожній вправі досягла 50 кг, а максимальна доходить до 150, в окремих випадках — ще більше. Цей факт, а також тотальне використання допінгу на аматорському рівні при відсутності ефективного контролю, викликали стрімке зростання нормативів паверліфтингу за останні 10 років.

## Українські федерації
- IPF Національна федерація пауерліфтингу України (
- IPF Федерація пауерліфтингу Вінницької області ФПВО (https://web.archive.org/web/20130924055654/http://powerlifting.vn.ua/)
- IPF Дніпропетровська обласна федерація пауерліфтингу ДОФП (http://powerlifting.dp.ua)
- IPF Федерація пауерліфтингу Харківської області ФПХО (https://web.archive.org/web/20190119222616/https://powerkharkov.org/)
- IPF Федерація пауерліфтингу Чернівецької області ФПЧО (https://web.archive.org/web/20161003013351/http://powerlifting.cv.ua/)
- IPF Федерація пауерліфтингу Донецької області ФПДО (http://www.powerlifting-fpdo.org.ua)
- WPO/WPC Україна (http://powerlifting.in.ua/)
- UPC Ukrainian Powerlifting Committee (http://www.power-committee.com.ua)
- Всеукраїнська Організація Пауерліфтингу (http://www.powerlifting.org.ua)
- Українська Бездопінгова Федерація Пауерліфтингу (https://web.archive.org/web/20090727081507/http://udfpf.org.ua/)
- GPU — global power union Україна (https://web.archive.org/web/20141218134844/http://gpunion.com.ua/)
- WPA Ukraine — (ВПА Україна) (відділення WPA в Україні, на базі якого створено Європейський підрозділ WPA). Президент Вадим Коцага. http://wpa-ukraine.com/
- 100 % UKRAINE (RAW 100 %) http://rawpowerlifting.com.ua/

## Міжнародні федерації
- Global Power Federation (GPF) https://web.archive.org/web/20180721163507/http://gpfederation.net/
- International Powerlifting Association (IPA)
- Eurasia Powerlifting Federation/Евроазиатская федерация пауэрлифтинга WPC-WPO
- International Powerlifting Federation (IPF)
- Global Powerlifting Committee (GPC)
- World Powerlifting Federation (WPF)
- World Drug-Free Powerlifting Federation (WDFPF)
- World Powerlifting Alliance (WPA) http://apa-wpa.com/
- World Powerlifting Organization (WPO)
- World Association of Bench Pressers and Deadlifters (WABDL)
- European Drug-Free Power Athletics Union
- Russia WPC/WPO federation

## Відомі українські паверліфтери
- Соловйова Лариса
- Соловйова Лідія Валентинівна
- Олеоленко Сергій
- Юлдашев Темур Дамірович
- Білоконь Олександр Геннадійович
- Іванова Лариса Іванівна